# 普佐日
普佐日（法語：Pouzauges，法語發音：[puzoʒ]），法国西部城市，卢瓦尔河地区大区旺代省的一个市镇，隶属于丰特奈勒孔特区，其市镇面积为36.52平方公里，2022年1月1日时人口数量为5,641人，在法国城市中排名第1,996位。
普佐日位于旺代省东部，是一个区域性的中心城市，莱萨布勒多洛讷—图尔铁路和多条公路在此交汇。法国冷链食品供应商Fleury Michon的总部位于普佐日。

## 地名来源
根据法国历史学家让-洛伊克·勒凯莱克的论述，“Pouzauges”一名可能出自拉丁语单词“puteus”，意为“井”。
法国大革命期间，因其名称含有封建色彩，当地官方名称被更为“Pouzauges-la-Montagne”。

## 历史

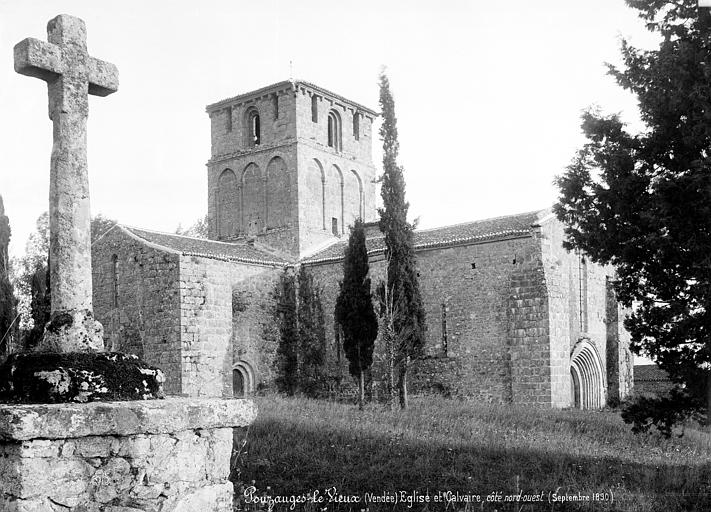
旧普佐日圣母升天教堂

普佐日的早期历史尚不清楚。根据当地官方网站的论述，普佐日始建于中世纪，其聚落的形成与当地的圣母教堂有关。公元1050年，普佐日的领主扎拉希（Zacharie de Pouzauges）在图阿尔家族的一份文件中被提及，他及其子嗣在此兴建了普佐日城堡。中世纪末，普佐日成为图阿尔家族的领地，其成员图阿尔的居伊（Guy de Thouars）是其首位领主。16世纪时，在卡特里娜（Catherine de Thouars）的支持下，普佐日城堡得以扩建。法国大革命后，普佐日成为旺代省的一个市镇。在旺代战争中，普佐日城堡部分被损毁，但因普佐日的大部分居民为新教徒而非天主教徒，其城市在旺代战争中并未受到严重破坏。1822年，旧普佐日（Pouzauges-le-Vieux）整体并入普佐日的市镇范围。工业革命期间，途径普佐日的莱萨布勒多洛讷—图尔铁路陆续建成通车。自19世纪末起，普佐日依托其农业优势而逐渐成为一座以农产品加工而兴盛的城市，当地农民企业家于1905年在此创建Fleury Michon工厂，后者现为法国本土规模最大的冷链食品供应商之一。2020年，普佐日成为“法国特色小城”成员。

## 地理

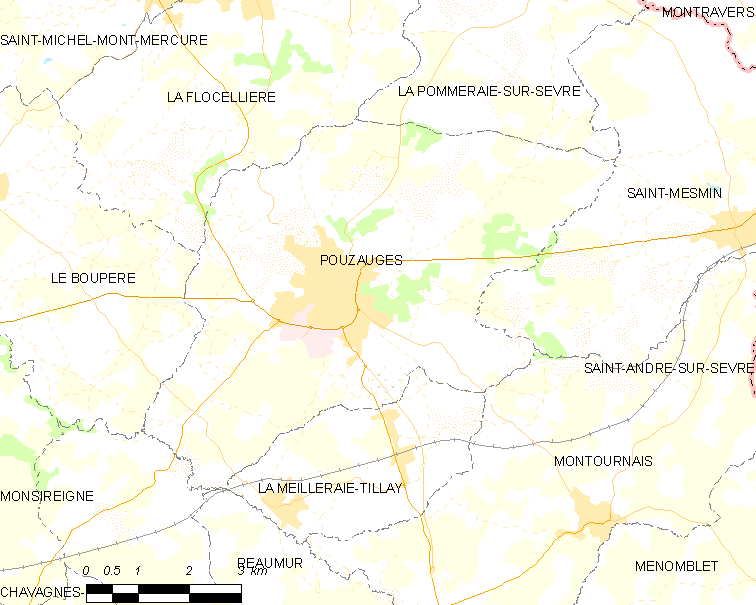
普佐日市镇范围地图

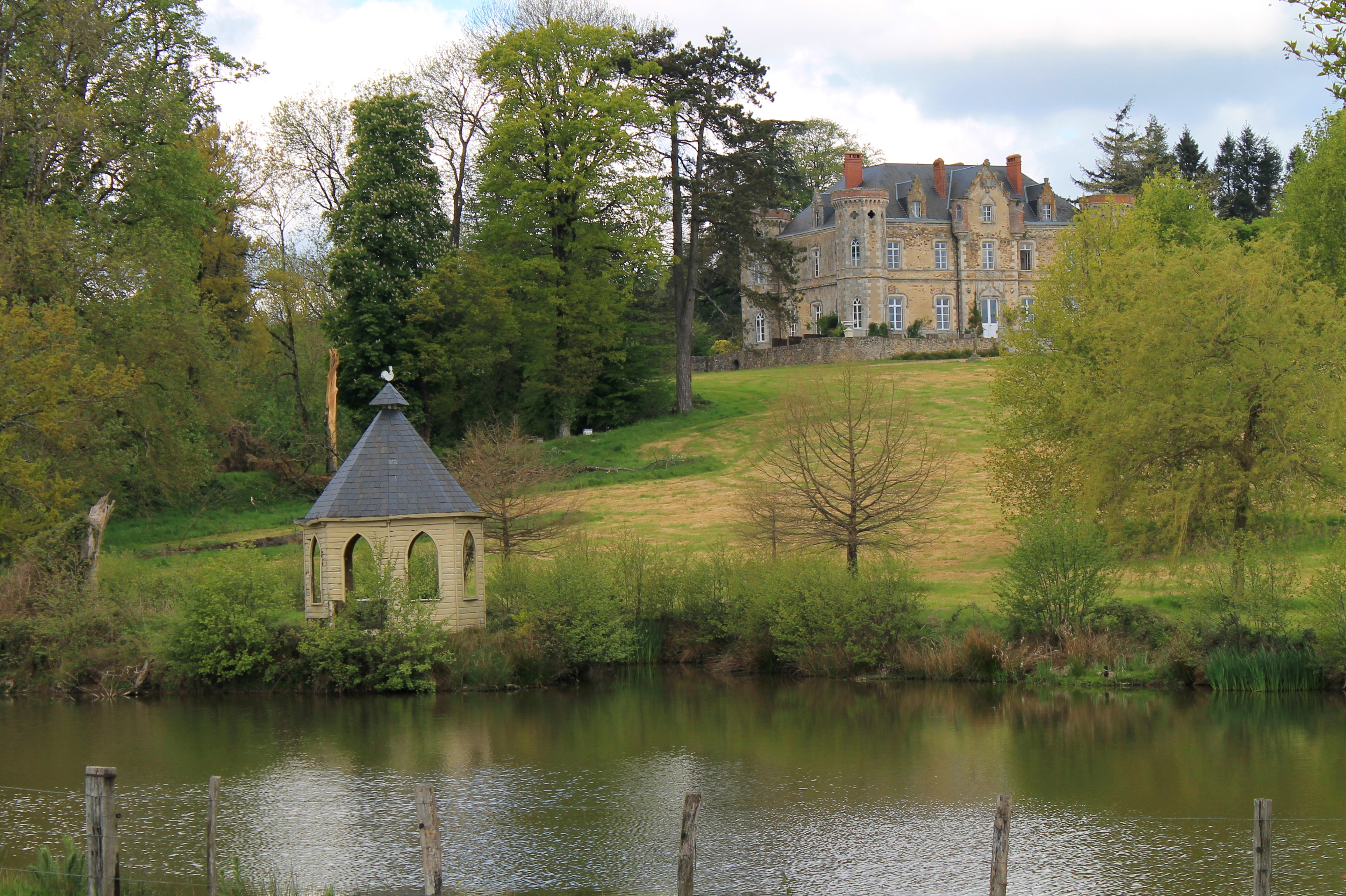
康托迪耶尔塘及后方的城堡花园

普佐日位于法国西部，卢瓦尔河地区大区南部和旺代省东部，距离省会永河畔拉罗什大约56公里。与普佐日接壤的市镇包括：勒布佩尔、塞夫勒蒙、圣梅曼、拉梅耶赖蒂耶和蒙图尔奈。

### 地形
普佐日位于下普瓦图丘陵地区，境内以平原为主，少量区域略有起伏，多博卡日景观，市镇中心地势较为平坦，全境海拔在92到280米之间。

### 水文
大莱河（Le Grand Lay）自东向西流经市镇范围西南界，市区西部有莱斯佩朗斯湖（Lac de l'Espérance）；康托迪耶尔塘溪（Ruisseau de l'Étang de la Cantaudière）则发源于普佐日市区北部，并向东北方向注入南特塞夫尔河。

### 植被
普佐日属于温带阔叶混交林区，城堡旧址及勒科隆比耶公园（Parc du Colombier）是当地主要的城市绿地。
在鲜花城市的评比中，普佐日被评为3星级鲜花城市。

### 气候
普佐日在柯本气候分类法中属于温带海洋性气候（Cfb）。
普佐日境内的气象站自2018年8月14日起投入使用，以下为该气象站的数据（其中日照数据取自南特）：
| 普佐日 2018年－2022年 | 普佐日 2018年－2022年 | 普佐日 2018年－2022年 | 普佐日 2018年－2022年 | 普佐日 2018年－2022年 | 普佐日 2018年－2022年 | 普佐日 2018年－2022年 | 普佐日 2018年－2022年 | 普佐日 2018年－2022年 | 普佐日 2018年－2022年 | 普佐日 2018年－2022年 | 普佐日 2018年－2022年 | 普佐日 2018年－2022年 | 普佐日 2018年－2022年 |
| 月份                  | 1月                   | 2月                   | 3月                   | 4月                   | 5月                   | 6月                   | 7月                   | 8月                   | 9月                   | 10月                  | 11月                  | 12月                  | 全年                  |
| --------------------- | --------------------- | --------------------- | --------------------- | --------------------- | --------------------- | --------------------- | --------------------- | --------------------- | --------------------- | --------------------- | --------------------- | --------------------- | --------------------- |
| 历史最高温 °C（°F）   | 15.4 (59.7)           | 22.1 (71.8)           | 23.7 (74.7)           | 25.5 (77.9)           | 29.6 (85.3)           | 39.2 (102.6)          | 41.3 (106.3)          | 38.9 (102.0)          | 34 (93)               | 26.3 (79.3)           | 20.9 (69.6)           | 16.1 (61.0)           | 41.3 (106.3)          |
| 平均高温 °C（°F）     | 8.8 (47.8)            | 12.5 (54.5)           | 14.5 (58.1)           | 17.8 (64.0)           | 21.1 (70.0)           | 24.7 (76.5)           | 28 (82)               | 27.1 (80.8)           | 24.6 (76.3)           | 18.7 (65.7)           | 12.7 (54.9)           | 10.7 (51.3)           | 18.4 (65.1)           |
| 日均气温 °C（°F）     | 5.7 (42.3)            | 8.3 (46.9)            | 9.7 (49.5)            | 12.1 (53.8)           | 14.7 (58.5)           | 18.9 (66.0)           | 21.3 (70.3)           | 20.7 (69.3)           | 18.5 (65.3)           | 14.3 (57.7)           | 8.9 (48.0)            | 7.5 (45.5)            | 13.4 (56.1)           |
| 平均低温 °C（°F）     | 2.5 (36.5)            | 4.1 (39.4)            | 4.8 (40.6)            | 6.5 (43.7)            | 9.6 (49.3)            | 13 (55)               | 14.6 (58.3)           | 14.3 (57.7)           | 12.4 (54.3)           | 10 (50)               | 5.1 (41.2)            | 4.3 (39.7)            | 8.4 (47.1)            |
| 历史最低温 °C（°F）   | −6.1 (21.0)           | −3.4 (25.9)           | −3.1 (26.4)           | −2.4 (27.7)           | −0.4 (31.3)           | 3.4 (38.1)            | 6 (43)                | 6.6 (43.9)            | 3.7 (38.7)            | 0.9 (33.6)            | −2.9 (26.8)           | −3.2 (26.2)           | −6.1 (21.0)           |
| 平均降水量 mm（）     | 85.2 (3.35)           | 71.1 (2.80)           | 61.2 (2.41)           | 61.7 (2.43)           | 56.5 (2.22)           | 90.7 (3.57)           | 21.8 (0.86)           | 42.3 (1.67)           | 58.4 (2.30)           | 98.4 (3.87)           | 89.8 (3.54)           | 145.4 (5.72)          | 882.5 (34.74)         |
| 月均日照時數          | 73.2                  | 97.3                  | 141.3                 | 169.8                 | 189                   | 206.5                 | 213.7                 | 226.8                 | 193.8                 | 118.2                 | 85.8                  | 76.1                  | 1,791.5               |
| 来源：infoclimat.fr   |                       |                       |                       |                       |                       |                       |                       |                       |                       |                       |                       |                       |                       |

## 行政区划
普佐日的市镇编号为85182，邮政编号为85700。
在行政管理方面，普佐日隶属于法国卢瓦尔河地区大区旺代省丰特奈勒孔特区；在地方选举方面，普佐日隶属于莱塞比耶县，其市镇范围全境被划入旺代省第四选区；在社会管理方面，普佐日是普佐日地区市镇公共社区的办公驻地。
截至2023年7月，普佐日市镇范围内暂无任何城市敏感街区及城市政策优先街区。
法国国家统计与经济研究所（简称）在进行数据统计时，将普佐日市镇单独设为普佐日城市核心区（Unité urbaine de Pouzauges）及普佐日城市区（Aire urbaine de Pouzauges）。自2020年起，普佐日城市区被包含7个市镇的普佐日城市辐射区代替。此外，还将普佐日市镇分为了两个“块区”（IRIS），以便于统计人口分布情况。

## 交通

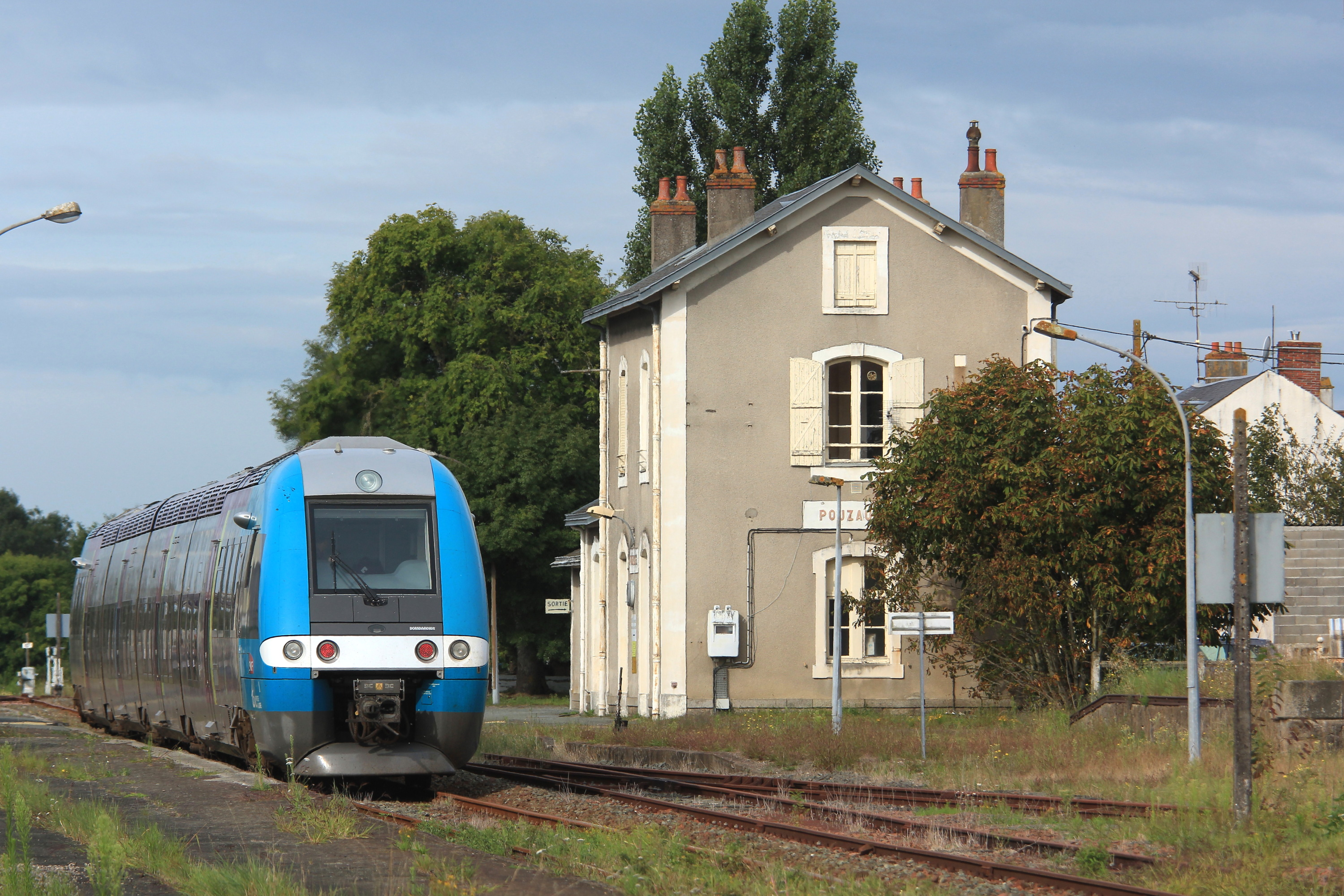
普佐日火车站

### 公路
旺代省省道D43线、D49线、D203线、D752线和D960B线在普佐日境内交汇。卢瓦尔河地区大区下属的城际客运提供112线城际巴士线路，可前往省会永河畔拉罗什。
| 7.1 | 43 |

| 28 | 27 |

| 永河畔拉罗什 | 56 |

| 丰特奈勒孔特 | 41 |

| 布雷叙尔 | 29 |

| 莫莱翁 | 20 |

| 绍莱 | 36 |

| 莱塞比耶 | 19 |

2019年，79.7%的普佐日家庭拥有至少一辆私人汽车。2021年，普佐日境内共发生各类交通事故1起，造成2人受伤，其中1人重伤。

### 铁路
普佐日位于莱萨布勒多洛讷—图尔铁路上。普佐日站位于拉梅耶赖蒂耶境内，距离市区大约5公里，该站停靠往返于索米尔和永河畔拉罗什一线的区域列车。

### 航空
距离普佐日最近的民用航空站为91公里外的南特机场。

### 城市公共交通
普佐日市政府每周四早上提供一班摆渡巴士，供当地居民前往集市；此外每周三下午亦有校车班次以方便当地的学生。

## 政治

### 市政内阁
普佐日的现任市长为米谢勒·德瓦纳女士（Michelle DEVANNE），她是一名左翼无党派人士，在2020年的市政选举中获得了57.34%的支持率。
| 普佐日历届市长 | 普佐日历届市长                 | 普佐日历届市长                     |
| 任期           | 市长                           | 党派                               |
| -------------- | ------------------------------ | ---------------------------------- |
| 1945年－1965年 | Charles MIGNEN 夏尔·米尼昂     | 不详                               |
| 1965年－1971年 | Georges SEGUIN 乔治·瑟甘       | 不详                               |
| 1971年－1977年 | Jacques CARTIER 雅克·卡蒂埃    | 不详                               |
| 1977年－1983年 | Raymond BONNET 雷蒙·博内       | 不详                               |
| 1983年－1987年 | Claude GANACHAUD 克洛德·加纳绍 | 不详                               |
| 1987年－1995年 | Annick CARTIER 阿妮克·卡蒂埃   | DVD右翼无党派人士                  |
| 1995年－2008年 | Roger COLIN 罗歇·科兰          | DVD右翼无党派人士 →UMP人民运动联盟 |
| 2008年－2014年 | Michel ROY 米歇尔·鲁瓦         | DVD右翼无党派人士 →MPF保卫法国运动 |
| 2014年－       | Michelle DEVANNE 米谢勒·德瓦纳 | DVG左翼无党派人士                  |

### 各级选举
| 普佐日历届投票选举结果 | 普佐日历届投票选举结果 | 普佐日历届投票选举结果 | 普佐日历届投票选举结果 | 普佐日历届投票选举结果            | 普佐日历届投票选举结果 | 普佐日历届投票选举结果 | 普佐日历届投票选举结果            | 普佐日历届投票选举结果 | 普佐日历届投票选举结果 |
| 选举项目               | 选举范围               | 选区单位               | 选区单位内的选举结果   | 选区单位内的选举结果              | 选区单位内的选举结果   | 选区单位内的选举结果   | 选区单位内的选举结果              | 选区单位内的选举结果   | 参考资料               |
| 选举项目               | 选举范围               | 选区单位               | 第一轮胜出者           | 第一轮胜出者                      | 支持率                 | 第二轮胜出者           | 第二轮胜出者                      | 支持率                 | 参考资料               |
| ---------------------- | ---------------------- | ---------------------- | ---------------------- | --------------------------------- | ---------------------- | ---------------------- | --------------------------------- | ---------------------- | ---------------------- |
| 2017年法國總統選舉     | 法國                   | 市镇                   |                        | 埃马纽埃尔·马克龙                 | 32.93%                 |                        | 埃马纽埃尔·马克龙                 | 81.57%                 | [ 27 ]                 |
| 2017年法国立法选举     | 旺代省第四选区         | 市镇                   |                        | 马蒂娜·勒吉耶-巴卢瓦              | 53.41%                 |                        | 马蒂娜·勒吉耶-巴卢瓦              | 68.33%                 | [ 27 ]                 |
| 2019年欧洲议会选举     | 法國                   | 市镇                   |                        | 纳塔莉·卢瓦索                     | 33.79%                 | （不适用）             | （不适用）                        | （不适用）             | [ 29 ]                 |
| 2021年法国省级选举     | 旺代省                 | 县                     |                        | 克里斯托夫·奥加尔 贝朗热尔·苏拉尔 | 61.42%                 |                        | 克里斯托夫·奥加尔 贝朗热尔·苏拉尔 | 71.34%                 | [ 30 ]                 |
| 2021年法国省级选举     | 旺代省                 | 市镇                   |                        | 克里斯托夫·奥加尔 贝朗热尔·苏拉尔 | 55.47%                 |                        | 克里斯托夫·奥加尔 贝朗热尔·苏拉尔 | 66.39%                 | [ 30 ]                 |
| 2021年法国大区选举     |                        | 市镇                   |                        | 克丽丝泰勒·莫朗赛                 | 40.43%                 |                        | 克丽丝泰勒·莫朗赛                 | 51.4%                  | [ 31 ]                 |
| 2022年法国总统选举     | 法國                   | 市镇                   |                        | 埃马纽埃尔·马克龙                 | 41%                    |                        | 埃马纽埃尔·马克龙                 | 69.75%                 | [ 27 ]                 |
| 2022年法国立法选举     | 旺代省第四选区         | 市镇                   |                        | 韦罗妮克·贝斯                     | 28.23%                 |                        | 韦罗妮克·贝斯                     | 53.4%                  | [ 27 ]                 |

## 人口
2020年，普佐日市镇人口数量为5,565，在法国排名第1,996位。其中男性2,746人，女性2,811人，75岁及以上人口占9.2%，外籍人口数量为167人，人口密度为152人/平方公里，当地居民被称为（男性）或（女性）。2020年，普佐日境内出生46人，死亡人口46人。
| 普佐日1901年－2020年人口变化情况 |
|                                  |
| 数据来源：Cassini、INSEE         |

## 经济
普佐日是一个区域性的中心城市。截至2023年7月，普佐日市镇范围内共有各类用人单位（包含自雇）777家，平均历史为18年，其中96.88%为中小型企业（PME），2023年5月至7月间，当地的经济活力指数为0。（大型零售）、（包装）及（塑料制品）是当地2021年营业额最高的三个企业，分别为45,461,991欧元、30,845,331欧元和21,731,045欧元。

## 财政与居民收入
2021年，普佐日的财政收入总额为5,406,950欧元，财政支出总额为4,063,440欧元，当年的债务总额为4,002,140欧元。2021年，普佐日市镇通过增值税获得438,090欧元的收入，此外当地还共获得了1,281,710欧元的国家直接财政补助。
2019年，普佐日的人均月收入总额为2,009欧元，其中高级职员为3,535欧元，低于法国平均水平（4,230欧元）；中级职员为2,220欧元，低于法国平均水平（2,411欧元）；普通职员为1,653欧元，亦低于法国平均水平（1,740欧元）。
2019年，普佐日境内的贫困率为8%，青壮年（15至64岁）失业率为9.4%；当地40.9%的家庭拥有纳税资格，平均纳税2,827欧元，低于法国平均水平（4,393欧元）。

## 社会事务

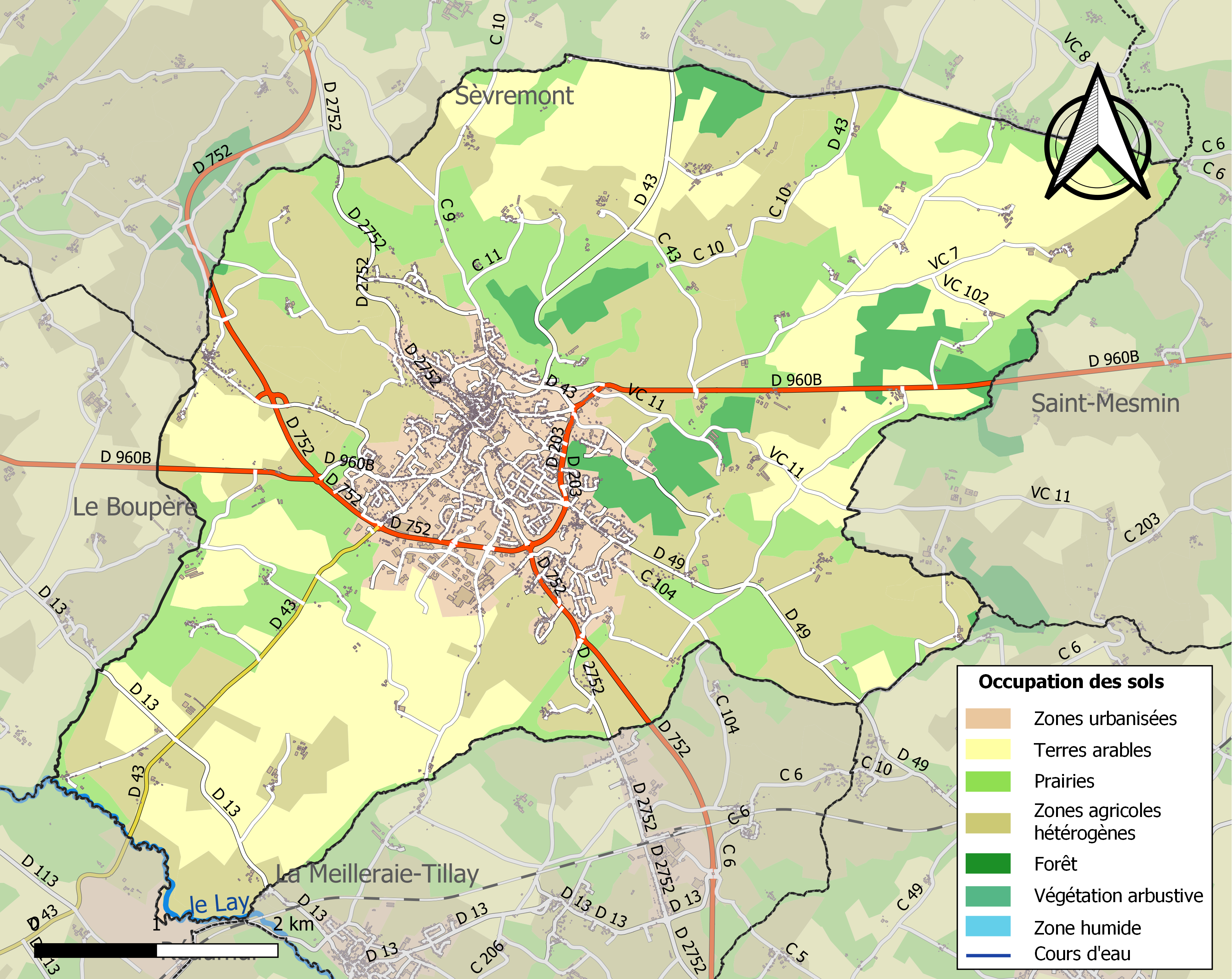
普佐日土地利用情况地图

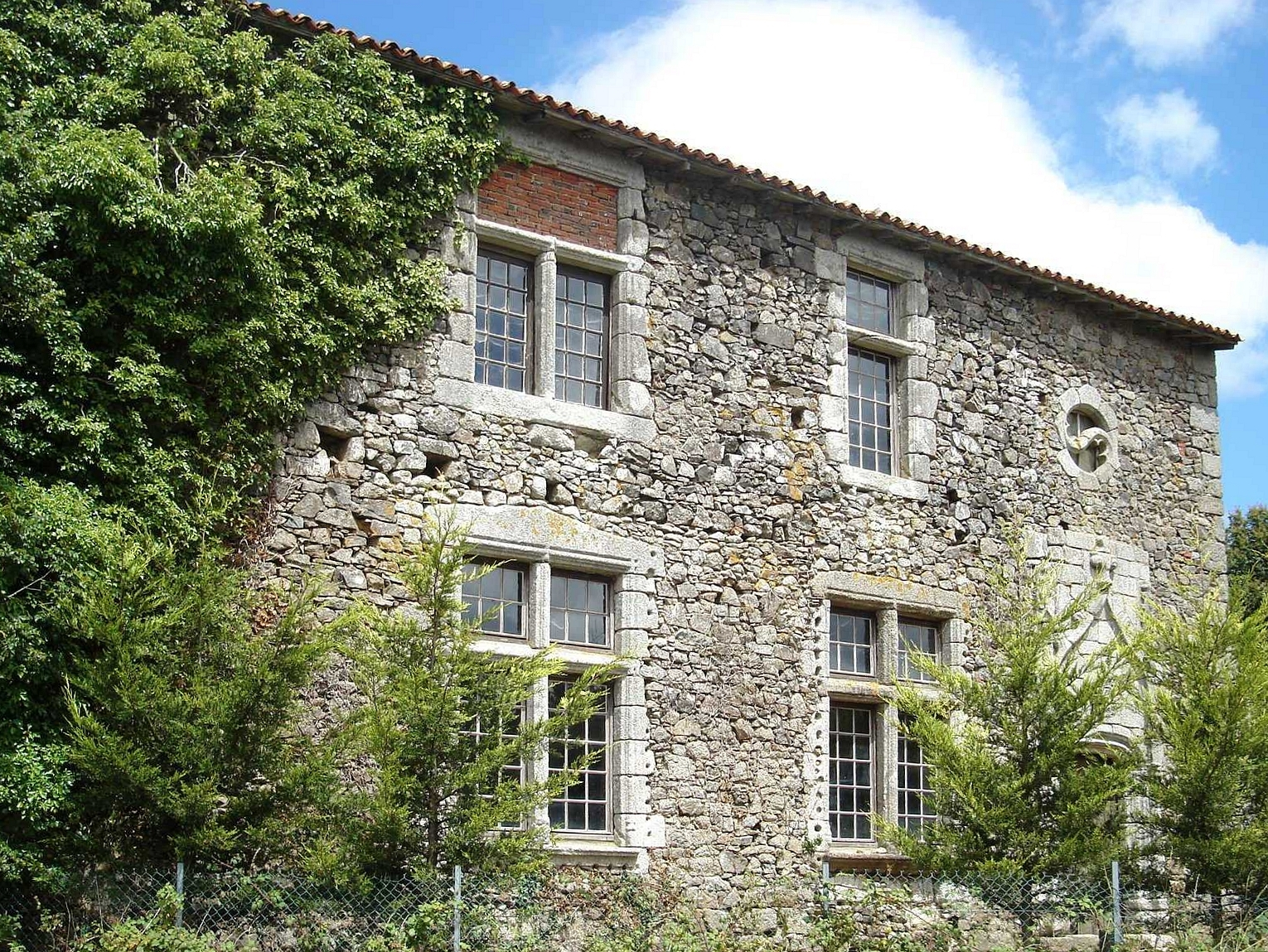
一处传统民居

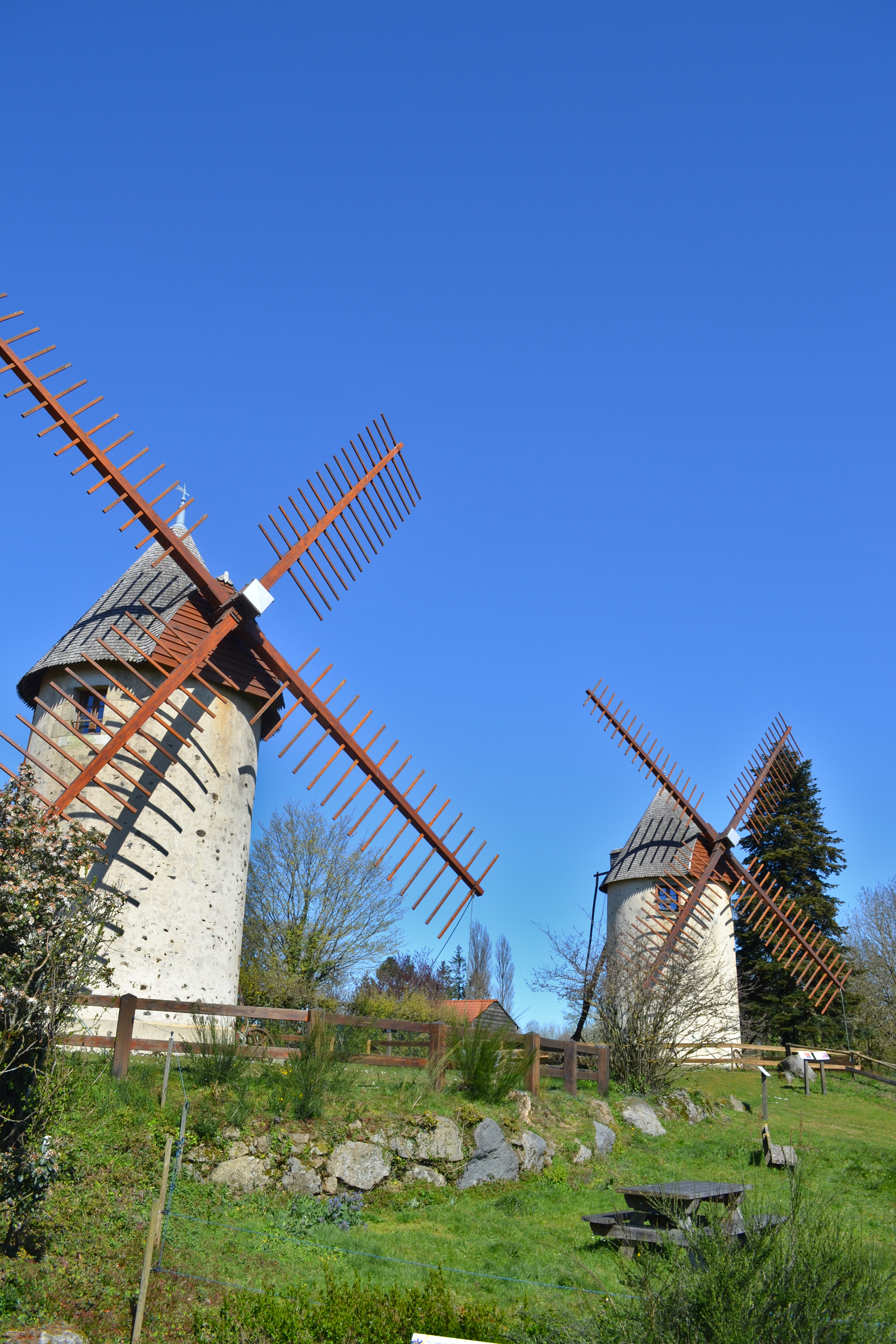
磨坊

### 教育
普佐日属于南特学区。截至2021年1月1日，普佐日境内共有1所幼儿园、2所小学、2所初级中学、1所普通高中和1所农业高中。2021至2022学年度，普佐日境内共有在校中等教育阶段学生1,596名。

### 医疗
截至2021年1月1日，普佐日境内共有全科医生4名、保健师12名、牙医6名、护士14名和助产士2名。境内共有药房3家、残疾人帮扶中心3家。
距离普佐日最近的区域性医疗机构为旺代丘陵社会医疗公共集团（Groupe public hospitalier et médico-social des collines vendéennes），其主病区位于拉沙泰涅赖，距离普佐日市区的正常车程大约24分钟，该院设有床位131个，是当地规模最大的公立综合性医院。此外该机构还在普佐日镇中心建有一处含47个床位的康复中心。

### 住房
2019年，普佐日境内共有各类住房2,814套，其中84.5%为独立式居民区，15.2%为集中式居民区。常住房屋占普佐日市镇范围内居民建筑总量的88.1%。
在住房保障政策方面，2021年，普佐日境内共有512户家庭获得了住房经济补助，受益人数占总人口数量的9.2%，其中488份为房租补助。

### 商业
2021年，普佐日境内共有各类实体商铺108家，其中餐厅9家、大型超市4家、杂货店1家、面包房2家、肉铺1家、书店2家、银行门店5家、美容美发店6家、汽车维修店12家。市区西南部建有Super U和Lidl购物商场。

### 体育
2021年，普佐日境内共有1家游泳池、3间体育馆、1座综合体育场、6处网球场、2处马术场、2处足球或橄榄球场以及3处篮球或排球场。
截至2023年7月，普佐日博卡日足球俱乐部（Pouzauges Bocage FC，编号551170）是普佐日境内唯一的一家注册足球俱乐部，其主队2022至2023赛季参加法国全国丙组联赛（法国第五级别），其主场为雅克·卡蒂埃球场（Stade Jacques Cartier）。
普佐日手球俱乐部成立于1973年，其主队2023至2024赛季参加法国手球全国联赛（法国第三级别）。

### 环境
普佐日的环境事务由其所属的普佐日地区市镇公共社区联合各级政府协调负责。2021年，普佐日境内暂无污染企业。

### 治安
2021年，普佐日市镇范围内有1处宪兵队。
普佐日及其附近的共99个市镇是丰特奈勒孔特国家宪兵队（zone gendarmerie de Fontenay-le-Comte）的管辖范围。2020年，该宪兵队累计记录各类案件3,591起，其中盗窃类案件1,717起，经济类案件602起，毒品交易类案件150起。

## 文化

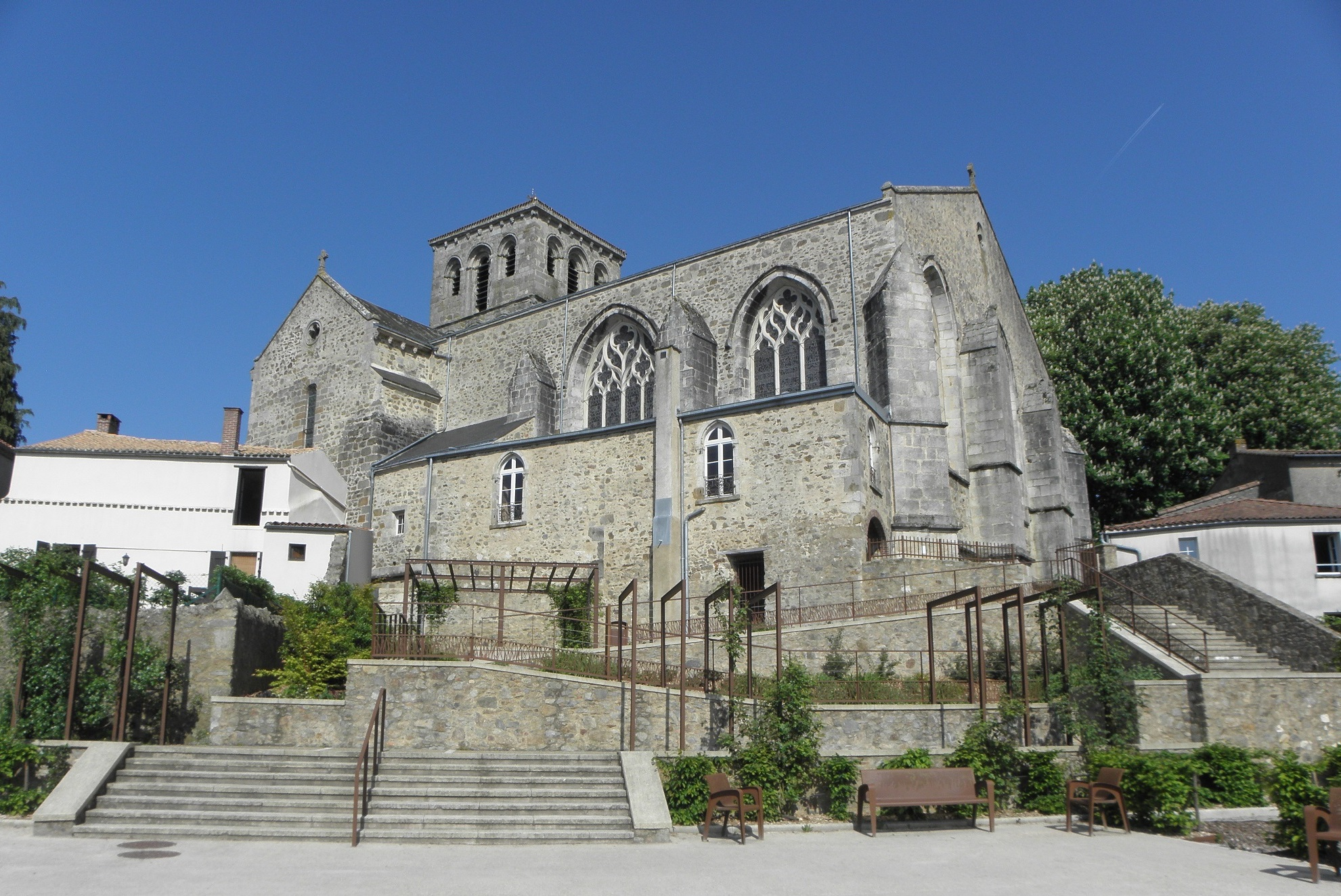
圣雅克教堂

2021年，普佐日境内共有1家电影院。普佐日境内建有勒科隆比耶图书馆（Bibliothèque Le Colombier），每周二、三、五、六向公众开放。

### 建筑
普佐日境内有多处历史建筑，其中普佐日城堡、圣雅克教堂（Église Saint-Jacques de Pouzauges）等为法国国家文物保护单位。

### 旅游
普佐日的旅游事务由其所属的普佐日地区市镇公共社区负责。2022年，普佐日境内共有3家酒店共计52间房间；另有1个露营地，可容纳共68辆露营车。

### 媒体
法国主要的媒体均可在普佐日接收，法国电视三台下属的卢瓦尔河地区大区频道在部分时段播出普佐日所在旺代省的地方新闻。《旺代邮报》、蓝色法兰西海滨卢瓦尔广播、旺代电视台等是当地主要的地方媒体。

## 相关人物
法裔美国厨师勒内·韦尔东出生于普佐日。

## 友好城市
截至2023年7月，普佐日共与三座城市建立了友好城市关系：
- 德国 迈廷根
- 西班牙 普埃尔托利亚诺
- 英格兰 艾伊（英语：Eye, Suffolk）